# モンゴル (映画)
『モンゴル』（ロシア語: Монгол、英語: Mongol）は、若き日のチンギス・ハーンの人生を描いたドイツ・カザフスタン・ロシア・モンゴル合作映画。日本公開は2008年4月5日。

## 概要
モンゴル帝国の創始者であるチンギス・ハーンの生涯の内、父を殺され囚われの身となった少年時代から、数々の苦難を克服しモンゴル草原の支配者となるまでの日々を描いた作品。撮影は中国の内モンゴルで2005年9月から11月まで、新疆ウイグル自治区で2006年7月から11月まで行われた。またこのほか、カザフスタンでも撮影が行われた。
チンギス・ハーン役は、浅野忠信。映画はモンゴル語で撮影が行われ、浅野もモンゴル語で演じている。浅野はCDに録音されたモンゴル語のセリフを毎日聞いて覚えたが、撮影1週間前には台本が全部変更になるという出来事があった。乗馬は日本の乗馬クラブに1年間通い習得したと語っている。浅野以外の日本人では、アソシエイトプロデューサーに浅井隆、衣装にワダ・エミが参加している。
第80回アカデミー外国語映画賞に、カザフスタンからの映画としてノミネートされたが、受賞は逃した。その後、日本では企画製作会社ラテルナが買いつけ、その親会社である配給興行会社ティ・ジョイが東映と共同で配給した。
本篇のDVDは2008年10月21日発売。

## キャスト
- テムジン（のちのチンギス・ハーン）：浅野忠信
- ジャムカ：スン・ホンレイ（孫紅雷）
- ボルテ：ホラン・チョローン（英語版）[5]
- タルグタイ：アマデュ・ママダコフ
- イェスゲイ：バー・セン（巴森、別名・バーサンジャブ = 巴森扎布）
- ホエルン：アイ・リーヤー（英語版）（艾麗婭）
- 西夏の僧：
- 少年時代のテムジン：オドニャム・オドスレン
- 少女時代のボルテ：バエルトセッセグ・エルデンバット
- 少年時代のジャムカ：アマボルド・チェムシンバラール
- 旅商人：バー・イン（ボヤン）（巴音）

## スタッフ
- 監督／脚本：セルゲイ・ボドロフ
- 製作：セルゲイ・ボドロフ／セルゲイ・セリリアノフ／アントン・メルニク
- 撮影監督：セルゲイ・ボドロフ／ロジェ・ストファーズ
- 編集：ザック・ステーンバーグ
- 音楽：トゥオマス・カンテリネン
- 製作：Andreevsky Flag Film Company、Kinofabrika、Kinokompaniya CTB、X-Filme Creative Pool
- 視覚効果：Cinemateka、Optical Art
- 音響効果：Konken Studios

## 受賞歴
- ゴールデン・イーグル賞[6]
  - 最優秀衣装デザイン賞
  - 最優秀音響賞